# Пайне
 Тази статия е за града в Германия.  За окръга вижте Пайне (окръг).  
Па̀йне (на немски: Peine, [ˈpaɪ̯nə]) е град в северна Германия, административен център на окръг Пайне в провинция Долна Саксония. Населението му е около 50 000 души (2019).
Разположен е на 68 метра надморска височина в Северногерманската равнина, на 20 километра западно от Брауншвайг и на 36 километра източно от Хановер. Селището се споменава за първи път през 1130 година, като между 1260 и 1803 година е владение на Хилдесхаймското епископство. Градът е известен като център на черната металургия.

## Известни личности
Родени в Пайне
- Рудолф Ото (1869 – 1937), богослов
- Ханс-Херман Хопе (р. 1945), икономист

Починали в Пайне
- Вили Кракау (1911 – 1995), автомобилен състезател